# Auvilliers-en-Gâtinais
Auvilliers-en-Gâtinais ist eine französische Gemeinde mit 335 Einwohnern (Stand: 1. Januar 2022) im Département Loiret in der Region Centre-Val de Loire. Sie gehört zum Kanton Lorris im Arrondissement Montargis. Die Einwohner werden Auvillois genannt.

## Geographie
Die Gemeinde Auvilliers-en-Gâtinais liegt im Westen des Gâtinais, 20 Kilometer westlich von Montargis. An der südlichen Gemeindegrenze verläuft der Fluss Huillard, in den hier sein Zufluss Motte Bucy einmündet. Umgeben wird Auvilliers-en-Gâtinais von den Nachbargemeinden Quiers-sur-Bézonde im Nordwesten und Norden, Ouzouer-sous-Bellegarde im Norden, Villemoutiers im Nordosten, Presnoy im Osten, Chailly-en-Gâtinais und Beauchamps-sur-Huillard im Süden, Châtenoy im Südwesten sowie Sury-aux-Bois im Westen.

## Bevölkerungsentwicklung
| Jahr                       | 1962 | 1968 | 1975 | 1982 | 1990 | 1999 | 2006 | 2014 | 2022 |
| -------------------------- | ---- | ---- | ---- | ---- | ---- | ---- | ---- | ---- | ---- |
| Einwohner                  | 289  | 286  | 271  | 273  | 280  | 306  | 328  | 370  | 335  |
| Quellen: Cassini und INSEE |      |      |      |      |      |      |      |      |      |

## Sehenswürdigkeiten
- Kirche Saint-Laurent aus dem 11./12. Jahrhundert, Monument historique seit 1988
- Schloss

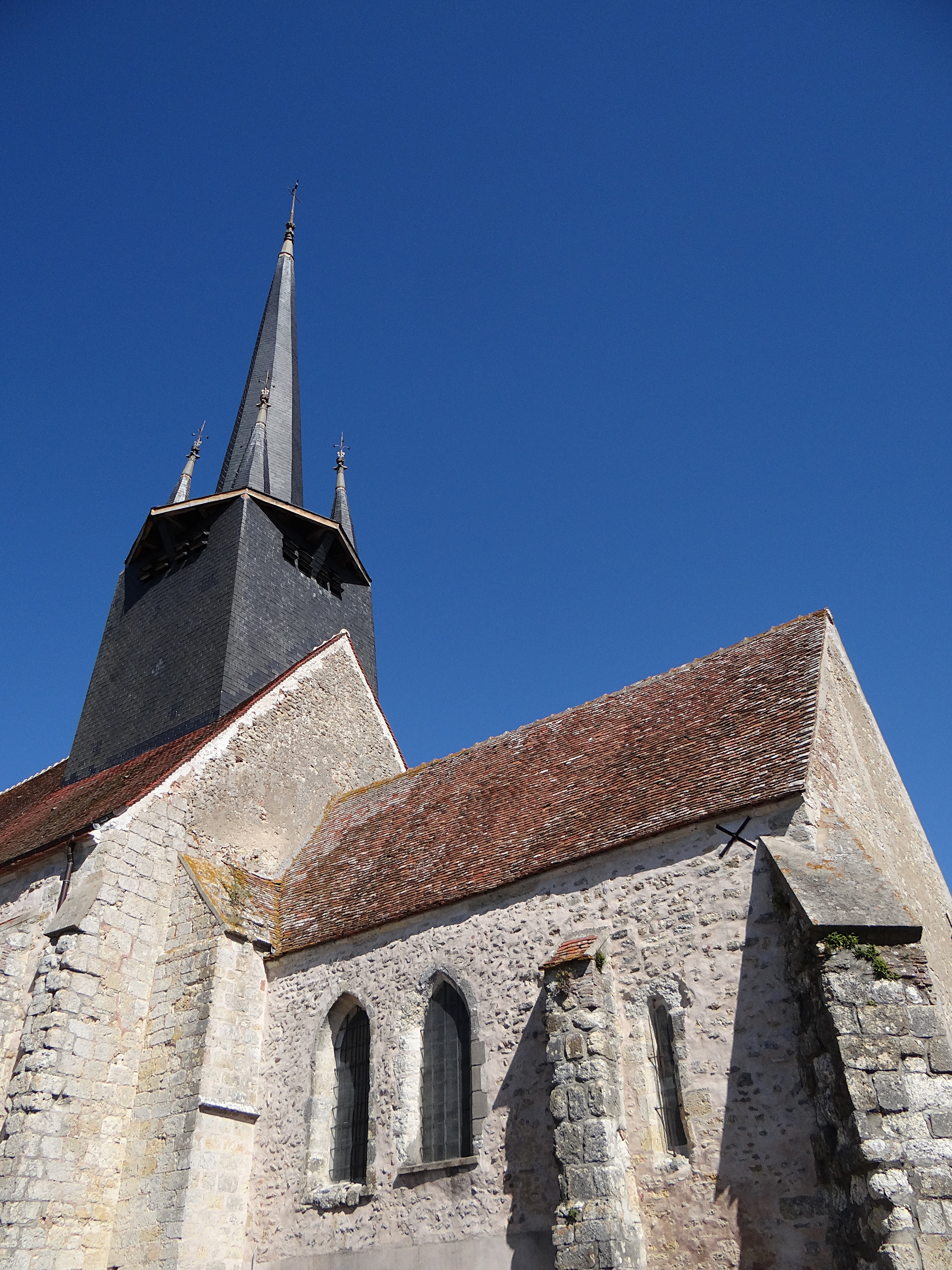
Kirche Saint-Laurent
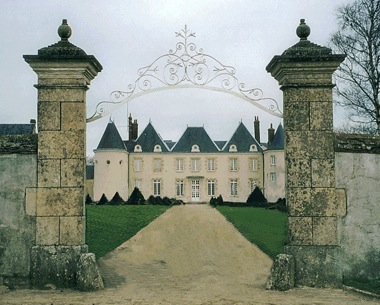
Schloss